# Peter Bence
Peter Bence, ungarisch Bence Peter (* 5. September 1991), ist ein ungarischer Pianist, Komponist und Sounddesigner. Zwischen Januar 2012 und März 2017 galt er laut Guinness-Buch der Rekorde mit 765 Anschlägen in einer Minute als „schnellster Pianist der Welt“.

## Leben
Er begann bereits in frühester Jugend mit dem Klavierspiel und stellte mit 7 Jahren seine erste eigene Komposition fertig. 2004 veröffentlichte er sein Debütalbum Green Music. Im selben Jahr gewann er den 3. Preis beim Ferenczy György Pianistenwettbewerb. 2008 erschien sein zweites Album Nightfall. 
Sein Musikstück Piano Piece Based on Fibonacci Sequence, das er 2009 während der Aufnahmeprüfung für das Berklee College of Music spielte, erregte die Aufmerksamkeit vieler Pianisten. 2010 wurde Bence für ein Studium am Berklee College of Music zugelassen. Er schloss sein Studium mit einem Master of Arts in Film Scoring sowie Electronic Production & Design ab. 
2012 wurde Peter Bence nach einem Klavierspiel mit 765 Anschlägen in einer Minute vom Guinness-Buch der Rekorde als „schnellster Pianist der Welt“ anerkannt. Zu seiner Spielweise gehören rhythmische Akzentuierungen auf anderen Teilen des Klaviers als den Tasten.

## Diskografie
- 2004: Green Music
- 2008: Nightfall
- 2020: The Awesome Piano
- 2023: Pianosphere